# Verona (football)
Pour les articles homonymes, voir Verona (homonymie).
Meirival Bezerra, dit Verona, est un footballeur brésilien.